# Compañía de los Ferrocarriles de Zaragoza a Pamplona y Barcelona
La Compañía de los Ferrocarriles de Zaragoza a Pamplona y Barcelona (ZPB) fue una empresa ferroviaria española que operó durante el siglo XIX. Llegó a operar varias líneas férreas que enlazaban Zaragoza con Pamplona, Huesca, Lérida y Barcelona. Desapareció en 1878, anexionada por la Compañía de los Caminos de Hierro del Norte de España.

## Historia
La compañía fue creada en 1865, tras la fusión de la Compañía del Ferrocarril de Zaragoza a Pamplona y la Sociedad del Ferrocarril de Barcelona a Zaragoza. Según el historiador Miguel Ángel López-Morell, dicha fusión se habría producido debido a una absorción fallida del ferrocarril de Barcelona a Zaragoza —propiedad de José de Salamanca— por parte de la compañía MZA. La empresa resultante, abreviada ZPB, controlaba las líneas férreas de Zaragoza-Lérida-Barcelona y Zaragoza-Pamplona-Alsasua. En este último punto el trazado se bifurcaba con la línea Madrid-Irún, de la Compañía de los Caminos de Hierro del Norte de España. La situación económica de la compañía ZPB se vio afectada por la crisis económica de 1866 y los efectos que la tercera guerra carlista tuvo sobre su red. 
Conociendo estas circunstancias, desde 1874 la compañía Norte estuvo presionando para anexionarse a la ZPB. La iniciativa tuvo éxito y se acabaría llevando a cabo una fusión de ambas sociedades en febrero de 1878. A cambio de que la MZA no entorpeciera la operación, la compañía «Norte» había aceptado que esta se anexionara a la Compañía del Ferrocarril de Córdoba a Sevilla.

## Galería de estaciones

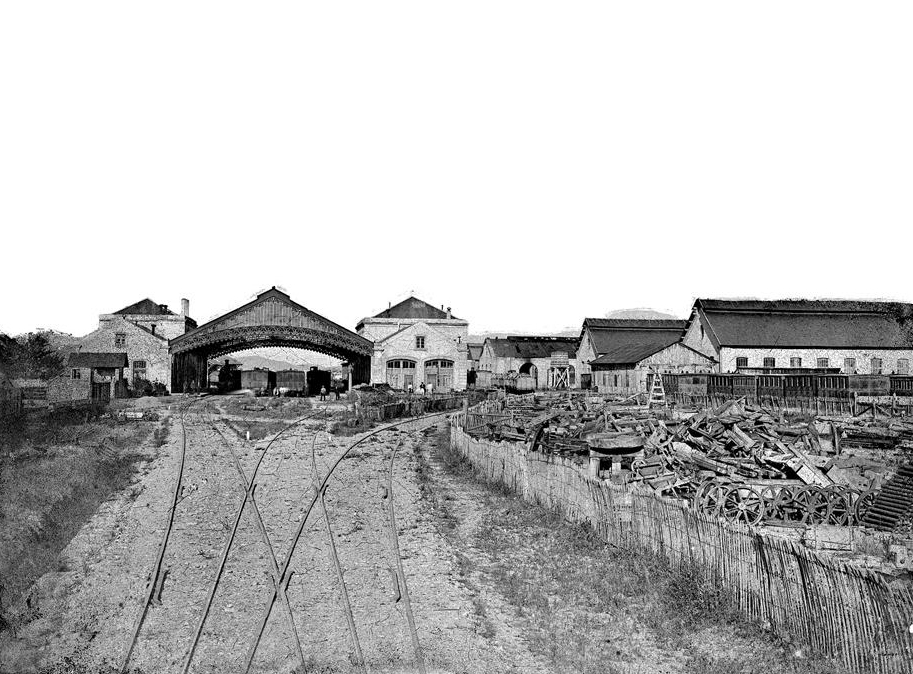
Estación de Pamplona.
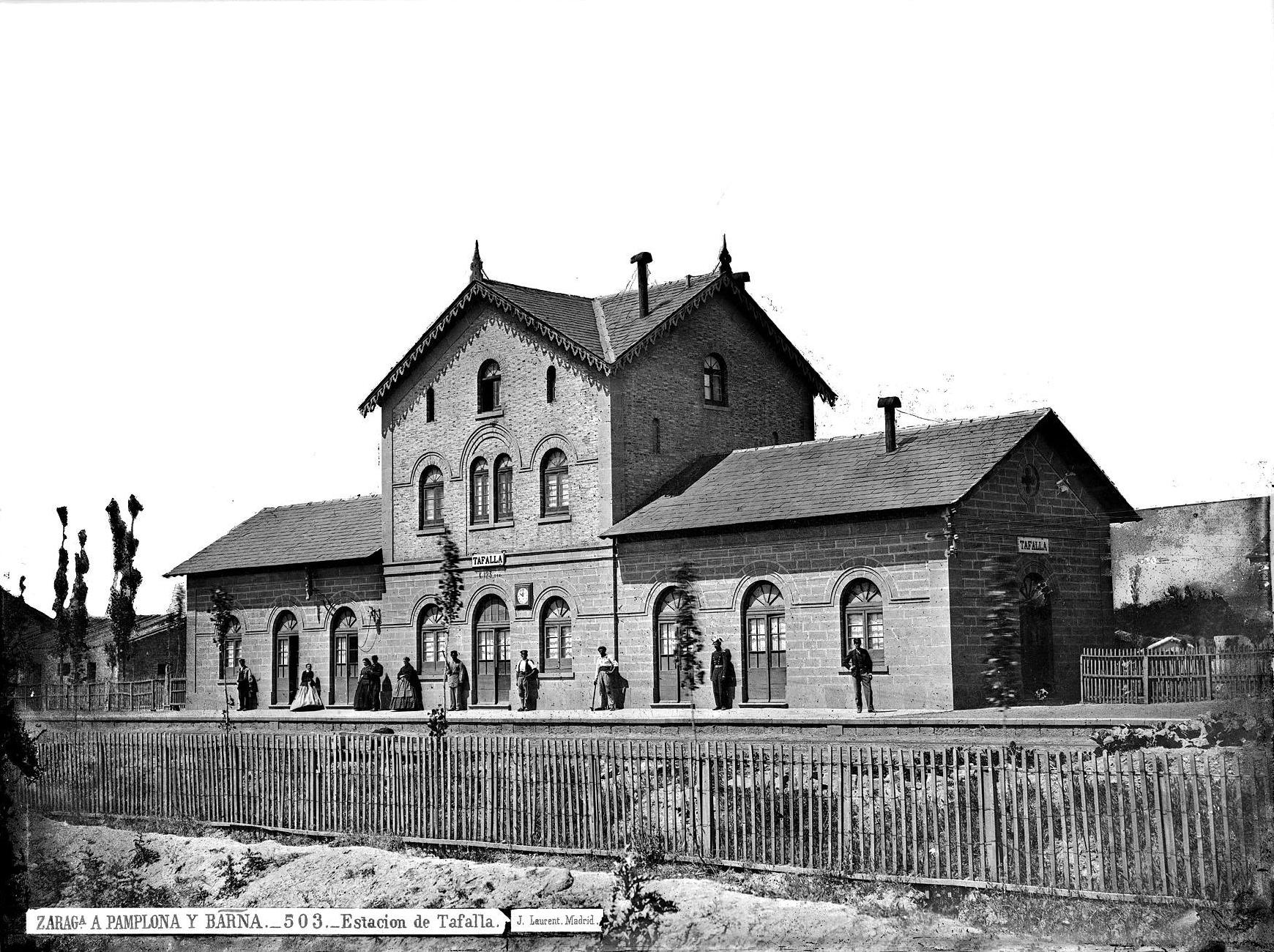
Estación de Tafalla.
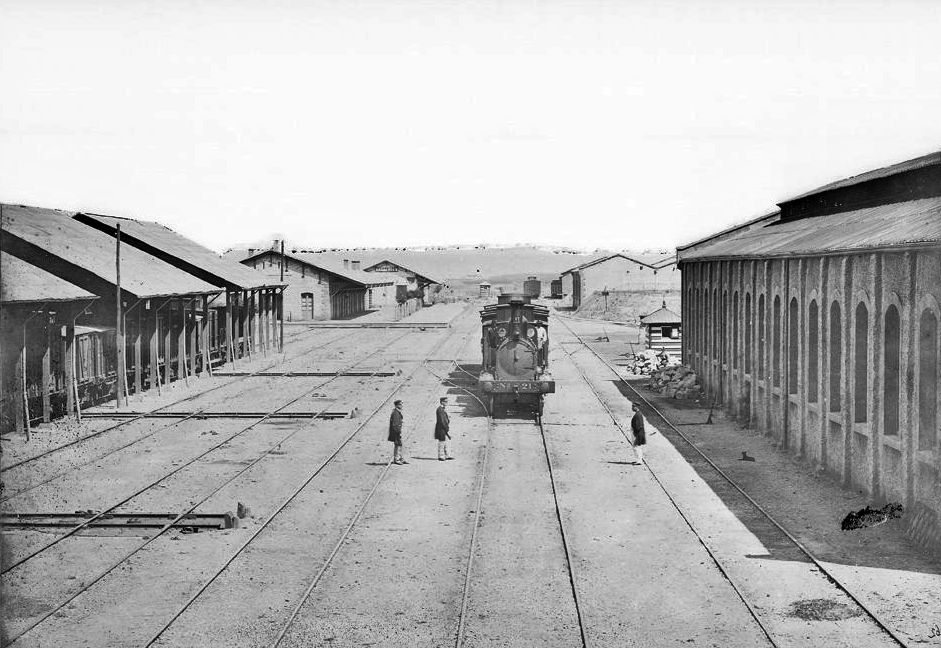
Estación de Castejón.
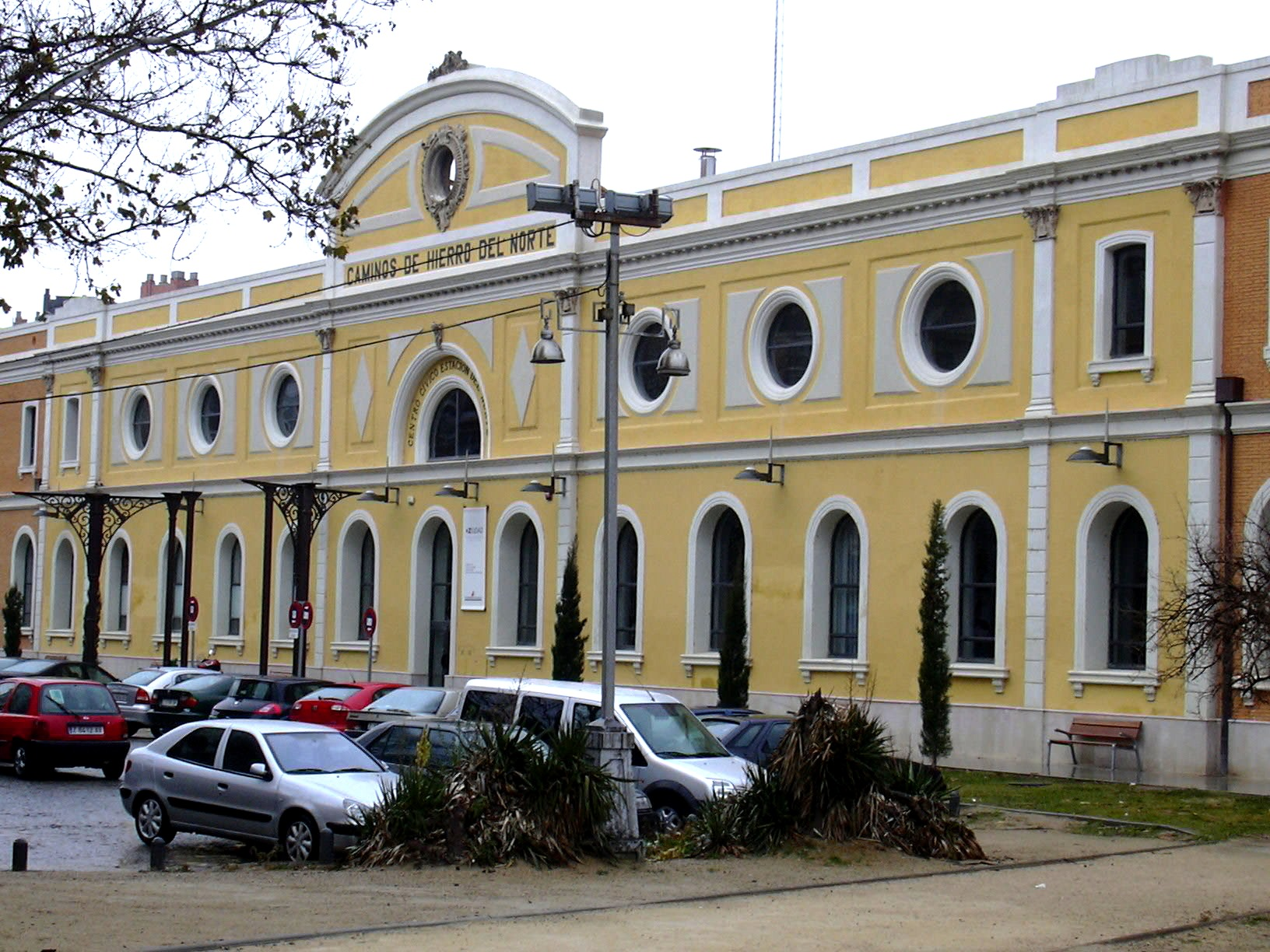
Estación de Zaragoza.
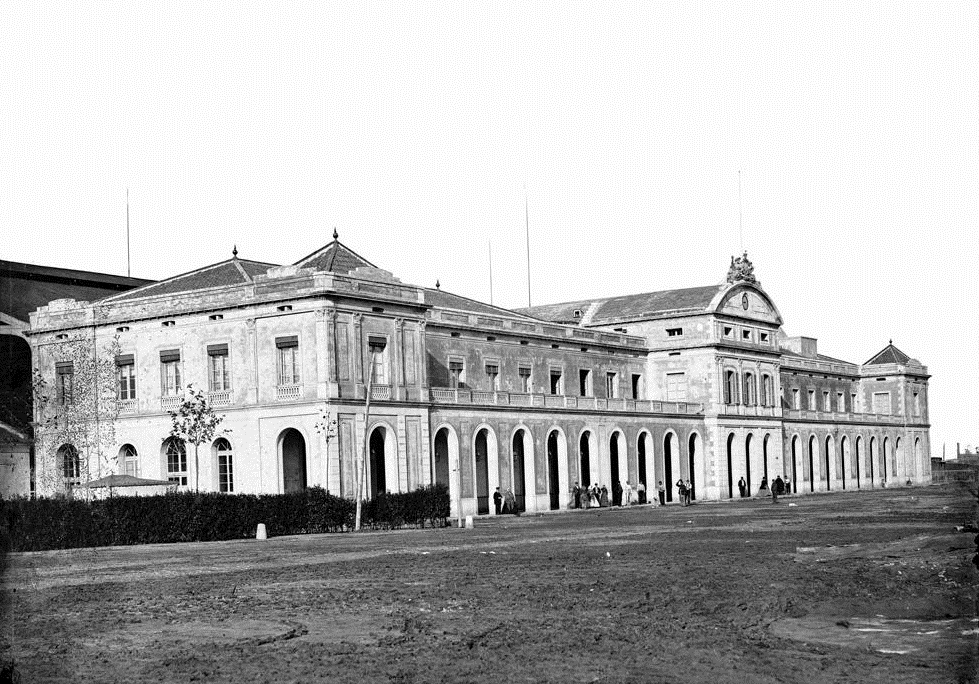
Estación de Barcelona.